# 何振梁
何振梁（1929年12月29日—2015年1月4日），男，祖籍浙江上虞，生于江苏无锡，中华人民共和国体育官员，体育外交家。他是国际奥委会首位中华人民共和国籍委员，曾先后三次当选国际奥委会执行委员会委员，并曾担任国际奥委会第一副主席。逝世前任中国奥林匹克委员会名誉主席，国际奥委会名誉委员。他是1993年和2001年北京申奥代表团陈述人之一，被视为北京申奥成功的功臣、中国奥林匹克之父。
何振梁1954年加入中国共产党。1988年当选为第七届全国政协委员、医卫体委员会副主任。1993年当选为第八届全国政协常委、科教文卫体委员会副主任。

## 生平
何振梁于1929年12月出生于无锡，1938年由于战乱随全家搬到了上海法租界，进入上海著名的教会学校中法学堂（解放后改名上海市光明中学）学习。在中法学堂求学期间，何振梁学习认真刻苦，7年的学习为他打下了扎实的外语基本功，尤其是一口流利的法语（国际奥委会第一工作语言）成为其日后开展体育外交工作的“招牌武器”，并曾多次担任毛泽东、周恩来等党和国家领导人的法语翻译。20世纪五、六十年代，时任中国共产党中央委员会主席的毛泽东接见外宾时的法语翻译，大多由何振梁担任。他还多次担任国务院总理周恩来的翻译，并随其出访。
1950年毕业于法国天主教会开办的上海震旦大学电机系（该校所有课程均以法语授课）。何振梁本来是当工程师的料，但由于建国初期外语人才奇缺，毕业后即被分配到共青团中央对外联络部工作。1952年7月作为中国体育代表团随团翻译参加在芬兰赫尔辛基举行的第十五届夏季奥林匹克运动会。这次经历，也成了何振梁体育工作生涯的开端。1952年11月，作为技术专家的何振梁感到做翻译不是自己的本行，向组织提出愿意从事自己的专业，便被分配到二机部四局，从事电机研究工作。1953年底与其在团中央对外联络部工作时认识的梁丽娟结婚。1954年底，何振梁被团中央借调，参加由吴学谦带队的中国代表团赴维也纳参加国际农村体育大会。回程途中转到莫斯科时，在火车上遇到国家体育代表团，团长是国家体委国际司副司长张联华。国家体委当时成立不久，需要大量外语人才，而张联华这位老革命出身的官员发现何振梁正是精通外语的人才，希望他能到体委国际司工作。但二机部不同意放人，最后还是国家体委主任贺龙亲笔写信给他的老下级、二机部部长赵尔陆，才使何振梁于1955年顺利调到国家体委，负责国际联络工作。1964年起历任中国体操协会副秘书长，中国乒乓球协会秘书长，中华全国体育总会秘书处主任。文化大革命期间，何振梁被国家体委的“造反派”打成“修正主义苗子”、“反革命”，把他弄去烧锅炉，当木工；后又被下放山西屯留劳动，直到1971年才调回北京。1979年起历任中华全国体育总会副秘书长，中国奥林匹克委员会副秘书长，国家体委国际联络司司长，中国奥林匹克委员会执委，中华全国体育总会常委、副主席等职。1980年作为中国体育代表团副团长参加在美国普莱西德湖村举行的第十三届冬季奥林匹克运动会。1985年6月14日升任国家体委副主任、党组副书记，分管国际事务。根据前北京电视台体育频道首席记者，中央电视台体育频道首席策划房学峰的回忆，1995年春何振梁曾在洛桑对他说起：1988年底，何氏本是出任国家体委主任的热门人选，并且已经在国务院办公会议上通过了，但是未获得全国人大的通过。1989年4月15日当选中国奥林匹克委员会主席。1994年从国家体委退休，同年卸任中国奥林匹克委员会主席，改任名誉主席。1999年9月担任北京2008年奥运会申办委员会顾问。2001年12月任第29届奥林匹克运动会组织委员会执行委员、顾问。

### 逝世
北京时间2015年1月4日下午15时50分，何振梁在北京协和医院去世，享年86岁。

## 评价
国际奥委会主席托马斯·巴赫在哀悼何振梁逝世的讲话中称赞何振梁是“具有很高的文化与艺术修养，是一位体育和奥林匹克运动的社会价值的真正倡导者。我向他多年来在中国履行其作为国际奥委会委员的职责而付出的热情与投入致敬。他也帮助奥林匹克运动更好地了解了中国、中国人民和其灿烂的文化。奥林匹克运动失去了她最热忱的大使之一。对我个人来说，他是一位真正的朋友，在我的国际奥委会委员生涯伊始给了我宝贵的建议，我会永远铭记并感激他。”2015年1月4日，国际奥委会宣布，自1月5日起在瑞士洛桑总部降半旗三天对何振梁的逝世表示哀悼并向其致敬。
国际媒体和国际体育界纷纷对何振梁的逝世表示哀悼，对何氏为中国体育与世界体育接轨的突出贡献作出高度评价。《纽约时报》的纪念文章赞扬何振梁是中国的奥林匹克先行者(China's Olympic Crusader)，文中引用《何振梁申奥日记》英文版的译者、密苏里大学圣路易斯分校人类学教授Susan Brownell对何氏的评价，称其是“中国与外部世界的桥梁，尤其是中国与国际奥委会之间的桥梁；我不知道还有谁具有这么多年来扮演这种桥梁作用所必须的国际视野和政治决心。” 《金融时报》也发表了纪念何振梁的文章，文中引述英国籍国际奥委会委员迈克尔·潘恩(Michael Payne)对何振梁的评价，称赞其在北京申奥成功的过程中发挥了建设性作用。他说第一次申奥失败后，何振梁坚持不懈地在国际奥委会的各种场合游说众多委员，他谨慎而谦虚的行为方式逐渐赢得了广泛的认可，“国际奥委会类似于一个私人俱乐部，十年前情况更是如此。说到底各个委员最后都把选票投给自己的朋友。委员们都喜欢他（何振梁），他是那种能创造信赖的氛围，建立信任的关系的人。”
国家奥林匹克委员会协会(The Association of National Olympic Committees, ANOC)专门发表悼文纪念何振梁，称赞他“在功勋卓著的职业生涯中为奥林匹克运动作出了卓越的贡献”。
美国体育学会(The United States Sports Academy)出版的《体育文摘》(The Sports Digest)发表大卫·米勒(David Miller)撰写的纪念文章《怀念一位充满尊严和智慧的国际奥委会委员》，称赞何振梁是“奥林匹克圈子中一位了不起的人物：这位知识分子历经文革岁月的磨难，进而带领中国体育迎来21世纪的辉煌。...在上世纪八、九十年代，这位能讲多门外语的工程师以他的文化涵养和气质举止在中国这个全世界人口最多但仍处于半神秘状态的国家和当时正全面走向职业化体制的奥林匹克体育之间架起了一座可靠的桥梁。”
何振梁多年的同事，亚奥理事会终身名誉副主席、国际排联终身名誉主席魏纪中说：“何老官做得很大，但是没有官架子，事业心和责任心极强，对下属的要求也很严格。我们能在他的领导下取得了一些成绩，都是因为他严格要求的结果。”“他是一位好党员、爱国者，是一位事业心、责任心很强的人。”“我们最应该缅怀的，是何老的事业心和责任心。他一旦认定一件事，一定会全力以赴做到底。”
中国的主流媒体，包括中央媒体如人民日报、中央电视台，以及各地方媒体都沉痛哀悼，并对何振梁给予了很高的评价。中央电视台体育频道在1月5日晚《天下足球》节目后播出了一个与何振梁有关的专题片；《人民日报》体育部主任记者汪大昭也专门撰文《何老离去没有遗憾珍贵奥运精神永存》高度评价何振梁对中国奥林匹克运动事业的卓越贡献。
国家体育总局主办的《中国体育报》对何振梁逝世只字不提。而国家体育总局也惜字如金，仅在官网上登了条123字的讣告。
2015年1月10日上午，何振梁的遗体告别仪式在八宝山殡仪馆东礼堂举行。上千名群众自发前来送行。中共中央总书记、国家主席习近平送来花圈，国家体育总局局长刘鹏亲临现场，他送上的花圈与前局长袁伟民赠送的花圈并排摆放。国际奥委会主席托马斯·巴赫的夫人克劳迪娅，以私人身份代表巴赫一家送别何振梁，香港奥委会主席霍震霆代表国际奥委会致悼词。何振梁生前好友、中华台北籍国际奥委会委员吴经国也参加了告别仪式。

## 国际奥委会生涯
1981年10月2日，在前联邦德国巴登巴登召开的国际奥林匹克委员会第84次全会上，何振梁当选为国际奥林匹克委员会委员，也是第一位中国籍的国际奥委会委员。在国际体育组织中，何振梁还曾担任各国体育总会国际大会主席团副主席。1985年6月5日，在前民主德国东柏林召开的国际奥委会第90次全会上，何振梁全票当选为国际奥委会核心决策机构——执行委员会的委员，之后又分别在1994年9月5日巴黎第103次全会和1999年10月20日汉城第109次全会上两次全票当选(1985-1989，1994-1998，1999-2003)。1989年9月1日在波多黎各圣胡安举行的国际奥委会第95次全体会议上，何振梁当选国际奥委会副主席(1989-1993)。在国际奥委会的历史上，在担任委员的四年内被选为执委，又在担任执委四年内被选为副主席的只有萨马兰奇、前苏联奥委会主席（苏联解体后改为俄罗斯奥委会）维塔利·斯米尔诺夫(Vitali Smirnov)和何振梁三人，其中惟有何振梁是全票当选的。由于他公正不阿，从1986年起，他与另两位有资历、有威信的委员成了国际奥委会内部各种选举的监票人，一些委员还给他取了个“圣人振梁”的雅号。 
在国际奥委会任职期间，何振梁曾担任奥林匹克团结委员会委员(1981-1987)，大众体育运动委员会副主席(1985-1987)，奥林匹克运动委员会委员 (1985-1999)，种族隔离和奥林匹克主义委员会委员(1989-1992)，奥林匹克勋章委员会委员(1989-1993)，第十二届奥林匹克大会筹备委员会成员(1990-1993)，百年奥林匹克大会——团结大会研究委员会委员(1994-1996)，文化委员会荣誉委员(1995-1999)、主席(2000-2009)，文化与奥林匹克教育委员会荣誉委员(2009-2015)等职。2009年10月，在丹麦哥本哈根召开的国际奥委会第121次全会上光荣退休，转任国际奥委会荣誉委员。在国际奥委会，何振梁善于协调各方关系，曾被评价为罕见的、没有敌人的委员，并与萨马兰奇、雅克·罗格、托马斯·巴赫三任国际奥委会主席均保持了良好的工作和私人关系，其中萨马兰奇更是对何氏欣赏有加，将他视作工作上的左臂右膀和生活中的知心朋友。

## 北京两次申奥过程中的角色
1993年和2000年，何振梁两次参加北京申办奥运，并担任申奥投票中方陈述人。在两次申奥过程中，何振梁利用其在国际奥委会任职的身份，广泛游说各国委员，做了大量实际而富有成果的工作。北京第一次申奥过程中，何振梁在三年时间里遍访世界各国拜访国际奥委会委员，总行程大约64万公里，能够绕地球16圈；有一次出访阿尔及利亚，该国的国际奥委会委员为何振梁夫妇订了一家条件比较好的酒店，但当地的中国大使馆通知他们，这家酒店刚得到了有爆炸物的警报，因此使馆建议更换酒店。但是何振梁考虑到这家酒店是这位阿尔及利亚的国际奥委会委员帮他订的，为了体现对这位委员的充分尊重和信任，决定宁可有危险也不换酒店。北京第二次申奥的冲刺阶段，为了一张张宝贵的支持票，已过古稀之年的何振梁夫妇奔波在世界各地，拜访国际奥委会委员。从2001年2月起，五个月里他们有四个月在国外和旅途上度过，出访11次，走了20多个国家。当时何振梁已经被肾病困扰，那时他给儿子留了一封家书，说如果发生不测，家人可将其打开；如果平安归来，则原封不动。
据第一次申奥时从中国人民解放军总后勤部借调到北京奥申委担任办公室主任的魏玲回忆，“那个时候，国内还没有电脑制作的能力。何老亲自请了瑞士的专家，请来美国申奥成功时的摄影记者。我亲自去空军申请了直升机拍摄，我们就在北京上空拍宣传片的素材。那架直升机，曾经是总理的专机。他说过，国内的技术达不到，就到国际上去找。总之，必须达到国际标准。国际奥委会来北京时，需要准备大量的文件资料。何老会亲自检查文件的准备情况，甚至连包装纸的材料，都要求到市场上找到最好的。即使这样，我们可能还是达不到世界标准的要求，但是，何老的要求是尽量做到。开会时桌上摆放的矿泉水、铅笔、甚至纸张的摆放，都要严格遵循国际标准。说实话，我在军队工作，也没见过这种(严格)。而且，他的每一项要求，都会亲自检查。”每一封写给国际奥委会委员的信件，何振梁都要亲自检查拼写、语法、所用纸张的质量。

1993年9月23日晚（北京时间24日凌晨2时27分40秒），在摩纳哥蒙特卡洛圣路易二世体育馆召开的国际奥委会第101次全会上，北京在前三轮得票数领先的情况下，在第四轮也是最后一轮投票中以43票对45票的微弱劣势输给悉尼，没能获得2000年奥运会的主办权。据申办代表团的工作人员回忆，“何主任（何振梁时任国家体委副主任）昨天哭了很长时间。”也有细心的记者发现，在他的眼镜后面，不仅眼球上布满血丝，而且，眼皮也有些肿。根据时任北京奥申委秘书长的魏纪中后来的回忆，当时何振梁极为悲伤和内疚，觉得自己要对申奥失败负主要责任。何本人2007年接受中央电视台《面对面》栏目主持人王志采访时回忆了申奥失败当晚的心情：
在萨马兰奇宣布是悉尼得到举办权以后，我转过来第一个跟第二副主席高斯帕，我跟他握手表示祝贺，跟他拥抱。就在第二天，波多黎各的委员跟我握手的时候跟我讲，他说振梁昨天你带着微笑，跟澳大利亚的委员高斯帕表示了祝贺，我知道，你内心是流淌着泪。所以你说我那么悲伤，我在公众面前没有一丝一毫的表示出来，但（回到旅馆后）是嚎啕大哭了。......我做了该做的事情，但并不是因为你做了该做的事情，你可以感到心安理得，不是。因为你所知道，当你知道全国人民那么样地、强烈地希望得到举办权，当你知道老百姓为了支持申办，做出了那么样大的努力，不管是物质上的，特别首先精神上的，你就知道你所肩负的责任的重大。你一种没有能够完成使命的这种感觉，并不是出于自己个人，而是感到我们人民付出了那么多的为了这个奥运会。”

2001年7月13日晚（北京时间13日晚22时10分），在莫斯科世界贸易中心召开的国际奥委会第112次全会上，北京在第二轮投票中以56票对22票的压倒性优势击败多伦多，第二次申办奥运会终获成功。在代表北京申奥代表团做最后的总结性陈述时，何振梁动情地讲述了自己毕生对奥林匹克理想的追求和中国人民对奥运会的热切期盼：
主席先生、各位委员们，无论你们今天做出何种选择都将载入历史，但有一种选择却必定能够创造历史。你们在此时此地所做出的选择能够通过体育使世界和中国拥抱友谊，从而造福于全人类。......如果你们把举办2008年奥运会的荣誉授予北京，我亲爱的同事们，我可以向你们保证，七年之后北京将让你们为今天的决定而自豪！”
为了赢得最广泛的支持以确保北京申奥能够成功，何振梁两次放弃了竞选国际奥委会副主席的机会，将竞选机会让给澳大利亚籍委员凯文·高斯帕(Kevan Gosper)和塞内加尔籍委员凯巴·姆巴耶(Kéba Mbaye)，并帮助他们拉票。

## 与国家体育总局高层的矛盾
1993年，中国第一次申办奥运会前后，前国家体委某位实权人物就因为对何振梁极度不满，甚至拒绝在公开场合与他握手。
2000年，已经就任国家体育总局副局长的于再清在悉尼召开的国际奥委会第111次全会上当选国际奥委会委员。之后在总局的全力支持下，学日语出身的他在美国进行了长期的英语强化训练，并且被国际奥委会主席雅克·罗格形容为“国际奥委会的莎士比亚”。总局的意图，是以年纪较轻的于氏取代已年过七旬的何振梁，日后进入国际奥委会的领导层。但正如雅克·罗格事先预料到的那样，2003年在布拉格召开的国际奥委会第115次全会上，于再清竞选执委失利。在何振梁看来，此次竞选失利是总局的失算，还不如当初由自己去竞选。他为此给最高层写了一封信，申明了自己的观点。2004年在雅典召开的国际奥委会第116次全会上，于再清终于竞选执委成功，这被形容为“中国在雅典奥运会赢得的第一块金牌”。对于“体制”而言，这意味着“去何化”取得了决定性的成功。
2007年8月29日，原国家体育总局党组书记李志坚在《中国体育报》发表署名文章《申奥六鳞》。李氏在文章中将矛头直指何振梁，称“有些媒体，出于好心，喜欢定向奉送‘体育外交家’、‘奥林匹克外交家’的美誉。......是不是体育外交家，是不是奥林匹克外交家，最要紧的不是看坐了多少万公里的飞机，不是能以英语、法语与多少个国际奥委会委员聊天......” 有报道称，记者出身的李志坚之所以写这篇被称为“圈外人没有完全看懂”的文章，是因为在北京赢得奥运会主办权的国际奥委会第112次全会期间，《北京青年报》连载了何振梁的《莫斯科日记》，这组文章同时引起了北京市领导和国家体育总局领导的震怒，认为何氏未经统一部署便擅自发文披露这些历史事件的内容，是居功自傲、突出个人、无视组织。而李氏的文章在指桑骂槐的文字背后，矛头所指正是何振梁和《莫斯科日记》中的表述。

2009年，原国家体育总局局长袁伟民出版了《袁伟民与体坛风云》一书，书中披露了不少中国体坛内幕。袁氏在《申奥：深层的故事》一章中，不点名地批评国际奥委会中国籍委员何振梁“不听招呼，自作主张，自行其是”，在2001年国际奥委会主席竞选中支持金云龙而不是雅克·罗格，险些给北京申奥成功造成负面影响，并称何振梁在申奥过程中存在“不合作、贪污腐败、行贿受贿”等行为。袁氏还在书中透露正是由于何振梁不支持于再清竞选国际奥委会执委，才导致其在2003年竞选失败，2004年第二次时竞选才成功当选。袁伟民在新书首发仪式上表示，出书是为了还原真相，他并不怕引发争议。袁伟民的指责很快受到何振梁的反击。2009年10月，何在接受《成都商报》采访时说：
国际奥委会的投票都是秘密进行的，请问他（袁伟民）是到哪查到我支持金云龙的？或者又是谁跟他说的？这种杜撰只能欺骗那些不了解真相的人...历史是由事实来写成的，不是靠某些人编造出来的。他说的这个事，我不想说太多的东西，因为我很忙，有很多工作需要我处理，没有时间去理会这些无聊的东西，他爱炒就炒吧。我想说的话只有一句：好人不知坏人有多坏，坏人不知好人有多好！
何振梁对于袁伟民对他的腐败指控尤其愤怒，他在接受媒体采访时谈到，何振梁在国际奥委会历来以“不可收买的人”(incorruptable)著称。希腊籍国际奥委会委员兰比斯·尼古拉乌(Lambis Nikolaou)也曾在盐湖城冬奥会贿选丑闻曝光、国际奥委会委员的廉洁饱受质疑之时对采访他的记者说：“何先生访问希腊，我们要为他报销几千美金的飞机票，他明确表示是顺路来的，机票已经由国际奥委会支付了，把钱退给了我们。”

针对袁伟民在书中指责其在2001年国际奥委会主席竞选中行为失当，何振梁于2009年11月接受《三联生活周刊》采访时作出了详细说明：
口说无凭，我特地把我当年写的日记拿出来了，它不会撒谎吧！为了让大家了解得更清楚，我先把2001年2月7日那天的日记内容说一下。那一天，在塞纳加尔首都达喀尔，萨马兰奇和我之间有一个私人谈话，因为只有我们俩在场，所以他很直截了当地问我，在罗格和金云龙之间我会选谁。我说：“从奥林匹克的利益出发，我选罗格；但考虑到北京正在申办，我对金云龙也不能当面说我不支持。”萨马兰奇表示理解。巧的是，我离开萨马兰奇办公室后，在走廊里遇到了罗格。我把我们对话的内容告诉了罗格，罗格当面感谢我，他说：“我需要你的支持，你也已经有了我的支持。”也就是指他支持北京申奥。这是2月7日的事。3月1日的日记上记的是：金云龙8点半来电话，说（保加利亚籍委员）斯拉夫科夫支持北京，并且他讲他现在需要5个（竞选国际奥委会主席所需的）提名人，姆巴伊——非洲最有影响的委员，还有德国的巴赫，也是欧洲很有影响的一个委员都已经同意联署。金云龙想请我也为他联署。联署的意思，是指任何一个人要竞选，不管是主席职位还是执委，任何一个职位必须有5个委员联合提名，nomination，才有资格参与竞选。这与投他的支持票是完全两回事。我知道金云龙是想利用我的威望，但我别无选择，如果我表现出犹豫，更不用说谢绝，都对北京申办奥运会不利，因为我知道金云龙的为人，所以我当即同意了。当时有5个城市在申办奥运会主办权，又有5个候选人在竞选国际奥委会主席，每人都有或多或少的支持者，选举主席和选定奥运会举办地各种关系错综复杂，我处在第一线，确实感觉如履薄冰，如临深渊。假如与这5位主席候选人的关系处理不好，那有可能这个或那个主席候选人的支持者就不支持北京。如果你支持了一个人，对另外4个也要做好工作，稳住他们，这是很简单的道理。金云龙的性格我非常了解。他有韩国贵族血统，受日本文化影响很深，他可以用日语解说相扑，日语比日本人还好。他有点日本浪人的性格，报复心很强，这个人不能得罪。所以，我虽然决定投罗格的票，但表面上，也不能拒绝金云龙。另一方面，金云龙在国际奥委会经过多年苦心经营，有一批不容忽视的支持者。那次国际奥委会主席竞选，第二轮罗格即以59票当选，但金云龙也拿到了23票。23票背后就是23位委员，你想象一下，如果这23票不要说全部，就是一半不投北京，我们还会有第二轮得了56票的辉煌成绩吗？所以金云龙给我来电话让我给他联署的时候，我不可能表现出任何犹豫，我怎么犹豫，我说我请示请示？我想谁都不至于那么傻吧。我在电话里当即就表示同意。

在采访中，何振梁特地强调了，他的一切行为都及时跟国家体育总局高层作了汇报：
因为这是件大事儿，所以在3月2日15点，申奥委的领导小组开会，谈完议题后，我请申奥的两位主要领导及袁伟民、李志坚留下，汇报此事。请注意，是我主动要求他们留下开会的，而不是书里说的什么大吃一惊。我向他们说明我为何不得不联署，但我准备与罗格通话，告诉他原来对罗格的承诺不变。主要领导认为，你也只能同意，但要跟金云龙说好：“何振梁可以联署你，但你必须保证你的朋友支持北京；如果北京没有成功，何振梁的承诺就不算数。”这次大会先选举办城市、再选主席，对我们有利；领导还让我做稳定其他4位竞选人的工作，我跟他开玩笑说了一句：“那我就当两面派了！”他说：“对，为了申奥成功，你就做革命的两面派吧。”主要领导也提出要避免让罗格与其他主席候选人产生误会。我说，我很快就到新加坡，由（新加坡籍委员）黄思绵跟金云龙讲更直接。开会后的第二天，3月3日，我给罗格打电话，告诉他金云龙要我为他联署，我不得不同意，希望他能理解，也再一次重申我之前对他的承诺。罗格感谢我打电话给他，也说你为金云龙联署完全是正常的人际关系，特别是金云龙是亚洲人，北京又在申办。罗格还告诉我一件趣事：他联署了匈牙利和美国的另外两个主席候选人的提名信，而他们也反过来联署了罗格的提名信。我就说感谢你的理解。3月5日，金云龙发来了联署他竞选主席的文件，我签字后，交给了奥申委的对外联络部用快递发出。所以说这事是经过了领导的讨论，这个文件发出去也是对外部门正式发出去的，而不是我自己私下发出去的。我想任何一个尊重事实的人都应该看到，我的做法完全是既合情合理又符合组织原则的，有什么问题呀？！当然，外事不可能事事先请示。退一步说，如果认为我接到这个电话先答应下来有不妥之外，那么中间还有几天可以弥补，因为那时这份文件并没有发出去，对吧？但当时任何人都没有提出不同意见，说明大家都不认为我做得不对，哪来的像那本书上讲的“震惊”、“尴尬”。

在采访中，何振梁毫不避讳地批评袁伟民在其书中把北京申奥跟投票支持罗格竞选国际奥委会主席联系起来造成了恶劣的国际影响：
这本书出来后，外电也有很多报道，说中国前体育部长著书披露，北京为了申奥成功跟罗格搞“秘密交易”。所以罗格发言人立即回应说：罗格是凭自己对奥林匹克的贡献才当选的，“任何罗格与他人有秘密交易的说法，是绝对虚假的”。澳大利亚的资深奥委会委员高斯珀说：跟他人做交易不是罗格的风格，罗格的为人正直得像一支箭那样，他不需要跟任何人做交易，他是以他自己在奥林匹克的贡献和领导国际奥委会走向更大的成就的纲领而高票当选的。另外，高斯珀还加了一句：“中国北京申办奥运会之所以成功，也是我们认为是该到中国办奥运会的时候了。”并不是什么所谓的“交易”。北京的竞争对手多伦多马上有言论，意思是说多伦多当年没有申办成功的原因，在于没有搞交易。所以这既损害了中国与国际奥委会的关系，也损害了中国的国际形象，是涉及国家利益的大是大非问题，我必须要澄清。

在采访中，何振梁还对袁伟民指责其不支持于再清竞争国际奥委会执委作出了反击：
之前，袁伟民跟我谈要让于再清2003年竞选执委的时候，我说只要你们认为于再清已具备了条件，我同意。尽管当时让我竞选副主席的呼声很高，而且大家认为我没有对手，几乎可以100%当选。体育总局领导不让我竞选的理由很冠冕堂皇，“新老交替”，体育总局领导还跟我讲：他们已经跟罗格谈过了，罗格说于再清竞选，有百分之六七十的可能性，既然如此，我当然赞成。2002年11月我去墨西哥开会时，我跟罗格说：我说明年我任期也满了，我考虑应该有更多的年轻一些的委员进入组委会，所以我明年将不竞选副主席，而推荐于再清竞选执委，希望罗格支持。让我意外的是，罗格告诉我，他已经收到袁伟民的来信提及此事。不仅如此，他还提及很多我原本根本不知情的一些事。罗格说：“釜山亚运会时，袁曾经问过我国际奥委会执委选举的事情。我告诉袁，何振梁可以竞选副主席，如他竞选副主席，由于他的人品和才能，几乎可以肯定会顺利当选，很少人甚至没有人会同他竞争。我还告诉袁，如果于再清竞选，有很大风险，因为他刚当选委员不久，其他委员对他还不了解。”罗格说，他在釜山期间已经把这个问题跟袁伟民谈得相当清楚了，没有想到袁伟民还会写信给他。他说，为中国和于再清着想，还是建议我来竞选副主席，等于再清与委员们彼此再熟悉一些后再去竞选。这也是为中国好。我的第一反应是“坏了”。从国际奥林匹克委员会的传统来讲，选谁进执委会，委员们认为这是自己的权利，绝不欢迎任何其他的非委员介入。介入的结果只能适得其反。此前有一位日本委员就是通过政府的关系来运作而落选。所以袁伟民、李志坚跟我谈话要我放弃副主席竞选以后，我跟于再清开了一次会。我说，由我、于再清本人以及刚从委员职务退下来的吕圣荣来做工作即可，别人不要插手。所以当我听罗格说袁伟民给他写信了之后，我非常意外。他在内部可以跟我这么讲，在国际上他的做法绝对违反了不成文的“游戏规则”。果然，2003年1月份，德国一个体育刊物上登了一篇文章，大意是说：委员们说由中国政府来干预我们的执委选举是不能允许的。结果（袁伟民）那本书竟然反过来指责说是我透露了那封信的。我之前都不知道有这么一封信，我怎么透露？并且德国的体育杂志跟我没有任何的个人联系，我怎么个透露法？实际上总局领导层对于再清竞选一事，已有不同意见，国际上更有不少负面反应。但体育总局那几位领导人都把这些归到我身上，好像是我煽动起来的。一位领导在办公会上点我的名，在与此毫不相关的离退休干部会上又点我的名，说我阻挠。我不像现在已经沉得住气，我当时气得马上中风晕倒了，醒后看什么东西都是重影，是轻度脑溢血，在协和医院住了一个月，然后又休养了一个月。在萨马兰奇来访的时候，不知道你们注意到没有，我是坐着轮椅到机场去接他的，因为那时我只能扶着墙走。当时我还是想努力去参加那个全会，我跟协和医院谈，让他们想办法。协和医院说你这样的情况怎么能够去，除非你带一个心血管病的大夫跟着。我说我是什么级别的干部啊，还带一个大夫？我就让医院把检查的结果等等什么问题都讲得清清楚楚的，写了一份书面报告交给总局。但即便如此，我还被说成故意不去。连起码的人道主义都没有！2003年那次全会，于再清可惜落选了，正像预料的那样。他们不去检查自己的决策对不对，却把问题都推到我身上，好像这个结果是我一手所造成的。我是去也不行，不去也不行。去，如果他落选，说我没有努力；不去，说我故意躲避不支持。2003年于再清竞选失败，我又没有竞选副主席，让金云龙钻了一个空子，他在这次全会上选上了副主席；萨马兰奇当面跟我说：你们的体育部长犯了错误。2003年，金云龙在韩国国内因为经济问题而被拘捕，2004年我去雅典之前，一位高层领导找我谈话：“我们重新研究了方案以后做了调整，如果金云龙副主席一职被罢免，何振梁竞选副主席，如果金未被罢免，考虑到于再清已经竞选了一年，还由他继续竞选。何与于互相配合，以确保中国有人在国际奥委会执委会里面。”从这里我们不难看出，2003年的决策是不对的，否则何必要等到别人出意外留下一个空缺再由我来竞选？这不瞎折腾嘛？！

据媒体报道，对于国家体育总局高层所认为的“不听招呼”，何振梁妻子梁丽娟的解释是：“外事工作许多时候需要当场做决断，什么事都层层汇报，怎么可能？”何振梁则不满地表示：“一些人的手也伸得太长了。”他曾经在采访中说：
我所做的一切都要经过你吗？是不是太可笑了？打个比方，潘基文所做的一切都要经过韩国政府的同意吗？如果那样的话我们还选他干吗？国际卫生组织总干事陈冯富珍女士是香港地区人，她的任何言行也要向我们请示吗？难道真的要霸道到金口玉言、什么话都要我言听计从？对不起，何振梁不是这样的人，我不是奴才，我是一名党员。我绝不盲从，也从不奉承、迎合谁。
做了近20年体育记者的罗宏涛说，何振梁经常直言不讳地告诉国内的同事，如何与国际奥委会的人打交道，有哪些是不妥的。在工作作风上也会公开批评一些总局官员不懂国际事务规范，一些陋习和官僚习气急需改正。这种交流方式肯定要得罪很多人。罗宏涛就曾亲自听到国家体育总局的官员表达对何振梁的不满，其言谈中包含的意味是：有国际背景了、知道一些外面的规矩，就以为自己了不起吗？就可以指手画脚吗？中体产业的部门经理王奇回忆了一个细节：某届全运会的开幕式，国际奥委会一位高官携夫人出席，当时的国家体育总局局长走上前来，首先与这位高官握手，何振梁在一旁提醒，应该先和高官的夫人致意，局长的神色显带尴尬。王奇说自己认识何振梁20多年，对其充满敬意。在他眼中，这位长者与人交往，体现的是一种“国际化的范儿”。而采访国家体育总局的其他高官，则难比登天。
据媒体报道，国家体育总局对何振梁严加控制，俨然将其当做组织的棋子。何氏曾一度踌躇满志准备竞选亚奥理事会主席，但总局为了赢取阿拉伯国家好感，勒令何振梁“大局为重、放弃出头”；萨马兰奇也曾希望何振梁接班自己的国际奥委会主席职务，何振梁谢绝道：“我是中国人，是共产党员，欧美委员选我会有顾虑。”后来他又与国内朋友谈到真实想法：“事事处处，我到哪里去都要经过总局报批，我连私人护照都没有，我怎么去竞选？”
何振梁与体育总局的矛盾，除了何氏在国际体育界德高望重、一呼百应，却因功高盖主，饱受体育总局的疏远、排斥、羡慕嫉妒恨，成了中国官场学的牺牲品而饱受排挤之外，更深层次的原因是对体育所凝结的精神与文化，以及奥林匹克最本质内涵的理解的根本性冲突。具体体现在以下几个方面：
1. 何振梁也重视金牌，但他的用意是凸显金牌背后的精神内涵，而总局片面强调金牌的政绩炫耀功能，忽视了奥林匹克文化追求。
2. 何振梁一生殚心竭虑、奔波呼吁，就是为了在中国普及奥运文化。在他看来“没有文化的体育就是野蛮的体育”，但在锦标主义和奥运战略掣肘下，他的工作事倍功半。总局耗费巨资兴建的中国体育博物馆不到十年竟因开裂沉陷沦为危房，2002年开始就一直闭馆；反倒是何振梁穷尽个人财富和收藏，在无锡修建了展品高达1900件的奥林匹克陈列馆，长期免费对公众开放。
3. 何振梁认为总局早已严重偏离群众体育路线，他隐晦的指出了总局的错误：“毛主席讲的什么，发展体育运动，增强人民体质。工厂企业有工间操、产业操，学校有早操、课间操、眼保健操、农民在村里搞田间活动，部队更不用说了。有一些人忘掉了正确的方针，问题是我们坚不坚持！”[33]。

有评论认为：通俗的说，何振梁和总局官员的矛盾就是“有文化”和“没文化”的矛盾，“有内涵”和“无内涵”的矛盾。

## 家庭
- 妻子：梁丽娟，广东中山人，解放前在上海泸江大学读书时就参加了地下党，1978年被调到《人民日报》从事国际宣传工作，是一位资深记者。上世纪五十年代初在团中央对外联络部工作期间与何振梁相识。当时两人同在一个团支部，梁任支书，何任支委，接触机会增多，渐生感情。1953年底两人喜结连理。梁丽娟才华横溢，工作出色，英语水平很高。文革中被打成“叛徒”、“特务”，关进“牛棚”，后又被下放河南潢川干校劳动，一去就是8年，直到粉碎四人帮后才回到北京[5]。北京两次申奥期间，梁丽娟陪同丈夫展开穿梭外交，走访世界各国，拜访国际奥委会委员，争取他们的支持。她还利用自己精通英语的优势展开委员夫人外交，从一个侧面让委员们了解中国，认同中国。作为资深记者，梁丽娟笔耕不缀，除大量新闻稿件外，译作、著作颇丰。已出版的著作有《从内部看英国——一个女记者的见闻》、《剑桥大学》、《笨鸟集》、《何振梁与奥林匹克》、《何振梁与中国的奥林匹克梦》（英文版）等，译作有《闭幕式上的炸弹》、《萨马兰奇与奥林匹克》、《国际奥运会一百年》等。2008年2月28日，梁丽娟撰写的《亲历申奥》一书首发式在北京举行。该书用大篇幅讲述了夫妇两人在北京两次申奥过程中真实的经历和趣闻轶事。在首发式上，何振梁毫不吝惜地“夸”了与自己相濡以沫、共同为北京申奥做出贡献的妻子。他深情地说：“她是不拿任何薪水的完完全全的奥运志愿者！”何振梁逝世后，她在送丈夫的挽联上写道：“阿梁莫走远，待我结发来”[24]。
- 儿子：何阳，文革中随母亲下放河南潢川[5]。
- 女儿：何真，文革中随父亲下放山西屯留[5]。

## 体育爱好
何振梁酷爱打网球。除此之外，他还喜欢游泳、乒乓球、足球、篮球、高尔夫球 。

## 荣誉
- 1980年获国家体育运动荣誉奖章。
- 1988年获亚洲举重联合会授予的卓越贡献金质奖。
- 1992年被西班牙国王胡安·卡洛斯一世授予大十字勋章。
- 1993年被摩纳哥大公兰尼埃三世授予圣查理十字勋章，同年荣获亚洲奥林匹克理事会功勋章。
- 2001年获CCTV体坛风云人物终生成就奖。
- 2006年获得体育电视“终生成就奖”。
- 2007年在北大中国十大系列英才颁奖典礼上获得“十大系列英才”称号。
- 2008年5月20日，“何振梁与奥林匹克陈列馆”在距离他的出生地无锡市中心不远的运河公园开馆，这是国内首座将体育名人和奥林匹克文化精神相结合的主题馆。该陈列馆位于京杭大运河无锡段的河边上，由上世纪六、七十年代的原塑料厂仓库改建而成，展区3800平米，分主馆和副馆。原中共中央政治局常委、全国政协主席李瑞环题写了馆名。三任国际奥委会主席萨马兰奇、雅克·罗格、托马斯·巴赫分别于2008年，2010年，2014年参观该馆。
- 2008年8月6日，担任北京奥运会北京站火炬接力第432名火炬手。
- 2009年10月30日，获国际体育电影电视联合会颁发的“卓越”荣誉金花冠奖。

## 出版作品
- 2005年5月，由何振梁夫人梁丽娟撰写的《何振梁——五环之路》一书出版。
- 2008年6月，何振梁《艰辛的辉煌——我的申奥日记》一书在香港出版，后又经节选在国内出版。